# Fabio Luzzatto
Fabio Luzzatto (Udine, 1º giugno 1870 – Milano, 18 giugno 1954) è stato un giurista italiano, fu uno dei dodici docenti universitari italiani che, nel 1931, rifiutarono il giuramento di fedeltà al Fascismo.

## Biografia
Fabio Luzzatto nasce a Udine da una famiglia ebraica di origine veneziana. Dal padre, Graziadio Luzzatto, Fabio eredita la fede nelle idee mazziniane e repubblicane.
Compiuti gli studi di giurisprudenza, a 25 anni nel 1895 è già professore straordinario all'Università di Macerata. Per le sue idee politiche repubblicane rischia già nel 1898 di venire radiato dall'insegnamento in quanto giudicato sovversivo, ma l'indagine si conclude con un nulla di fatto.
Nazionalista ed interventista convinto, allo scoppio della prima guerra mondiale nel 1915 si arruola volontario nell'esercito italiano da tenente dell'ottavo reggimento alpini, nonostante abbia già 45 anni. Prende parte ai combattimenti; ferito, chiede di essere rinviato al fronte. Sarà congedato nel 1918, pluridecorato, con la Medaglia di bronzo al Valor militare, e il grado di capitano.
Da subito è convinto antifascista, prima ancora della Marcia su Roma. È tra i fondatori della "Associazione italiana per il controllo democratico", un'associazione che si propone come superpartitica o apartitica, il cui scopo è di rafforzare la coscienza democratica nei più ampi strati della popolazione. Alle riunioni nella sua casa partecipano alcuni dei nomi di punta dell'antifascismo italiano, da Carlo Rosselli a Filippo Turati, da Guglielmo Ferrero a Carlo Sforza. Così nel 1925 di Luzzatto torna ad interessarsi la polizia che per anni ne controlla le attività. Nel novembre 1930 viene anche arrestato, ma rilasciato perché nessun elemento concreto emerge in sua accusa.
Pochi mesi dopo tuttavia nel 1931, Luzzatto sarà cacciato dall'Università per il suo rifiuto di prestare il Giuramento di fedeltà al Fascismo. Qualche anno più tardi, nel 1937, Luzzatto in quanto ebreo perde con le leggi razziali fasciste anche ogni residuo diritto alla ricerca e all'insegnamento privato. Dopo l'8 settembre 1943 riesce a sfuggire alle deportazioni, espatriando in Svizzera con la famiglia.
Al suo rientro in Italia nel 1945, Luzzatto ha superato i limiti di età per il reintegro all'università. Continua la sua attività di scrittore e politico, fino alla morte nel 1954.

## Opere principali
- Studio sulla condizione giuridica della donna, Udine, Tip. Patria del Friuli, 1890
- Nozioni preliminari di enciclopedia giuridica, Lanciano, Rocco Carabba, 1894
- Saggi di enciclopedia giuridica e filosofia del diritto, Roma, Stab. tip. Tribuna, 1896
- Studi sociali, Udine, D. Del Bianco, 1897
- La legislazione agraria del primo Regno italico: 1805-1814, Firenze, M. Ricci, 1935
- Giuseppe Mazzini e George Sand: la relazione e la corrispondenza, Milano, F.lli Bocca, 1947
- La crisi religiosa e la riforma, Milano, a cura dell'Associazione nazionale del libero pensiero Giordano Bruno, 1954